# وان مجارستان
وان مجارستان (که تا پیش از ۱ ژانویه ۲۰۲۵ ودافون مجارستان نام داشت) یک ارائه‌دهنده خدمات مخابراتی مجارستانی است. این شرکت فعالیت خود را در سال ۱۹۹۹ به عنوان یک اپراتور شبکهٔ تلفن همراه پس از کسب سومین مجوز جی‌اس‌ام ۹۰۰/۱۸۰۰ مگاهرتز در کشور آغاز کرد و اولین ارائه دهنده خدمات در باند دی‌سی‌اس-۱۸۰۰ در مجارستان بود.
وان دومین اپراتور بزرگ شبکه تلفن همراه کشور است. این اپراتور در سه‌ماهه دوم سال ۲۰۲۰ حدود ۲۷ درصد از بازار را در اختیار داشت و تقریباً ۲۹ درصد از بازار را در سه‌ماهه دوم سال ۲۰۲۴ کنترل می‌کرد. گزارش کامل در مورد تعداد مشترکان در وبگاه شرکت موجود است.

## اطلاعات شبکه
نام نمایشی ودافون مجارستان vodafone HU بود و اکنون نام نمایشی وان مجارستان One HU است.
واین شرکت بیش از ۲۶۰۰ ایستگاه فرستنده و گیرنده پایه فعال دارد و به لطف نوسازی در سال ۲۰۱۱، کل شبکه قادر به انتقال ال‌تی‌ای است. شبکه جی‌اس‌ام در ماه مه ۲۰۱۲ در ۹۸٫۶٪ در دسترس بود در حالی که شبکه ۳جی ۹۰٫۱٪ از مجارستان را پوشش می‌داد.

## خدمات

### تلفن
خدمات تلفن ثابت با بسته‌های اضافی: خدمات تلفن ثابت سنتی.
خدمات سیار: خدمات تلفن رادیویی همراه شخصی.

### اینترنت
شبکه کابلی «فیبر به ساختمان» (FTTB): یعنی سیگنال از طریق فیبر نوری به ساختمان می‌رسد و از طریق آن یک اتصال اینترنت پهن‌باند نامحدود از طریق کابل UTP ارائه می‌شود.
اینترنت ارائه شده از طریق شبکه نوری (FTTH): خدمات اینترنتی ارائه شده از طریق کابل فیبر نوری که امکان انتقال سریع داده‌ها را فراهم می‌کند.
اینترنت همراه: اتصال به اینترنت به صورت بی‌سیم از طریق شبکهٔ تلفن همراه.

### وان‌تی‌وی
آی‌پی تی‌وی: خدمات تلویزیون تعاملی که از طریق اینترنت ارائه می‌شود و می‌توان آن را روی تلویزیون‌های سنتی دریافت کرد، بسیاری از کانال‌ها نیز با کیفیت اچ‌دی در دسترس هستند.
تلویزیون کابلی: سرویس تلویزیون آنالوگ یا دیجیتال که از طریق شبکه کابلی قابل دسترسی است و امکان پخش برنامه‌های با کیفیت بالا و اچ‌دی را نیز فراهم می‌کند.
تلویزیون ماهواره‌ای: تلویزیون ماهواره‌ای یک سیستم پخش است که سیگنال‌های تلویزیونی را از طریق ماهواره‌ها به زمین ارسال می‌کند و با استفاده از یک دیش ماهواره دریافت می‌شود.
تلویزیون زمینی: تلویزیون زمینی یک سیستم پخش است که پخش برنامه‌های تلویزیونی را مستقیماً از طریق آنتن‌ها و بدون نیاز به اتصال کابلی یا ماهواره‌ای به خانه‌ها منتقل می‌کند.

## تاریخچه
در ۷ ژوئیه ۱۹۹۹، کنسرسیومی متشکل از وی.آر.ای.ام. و پریماتل سومین مجوز جی‌اس‌ام ۹۰۰/۱۸۰۰ را در مجارستان به دست آورد. پس از امضای توافق‌نامه در ۳۰ نوامبر ۱۹۹۹، این کنسرسیوم شبکه خود را تحت برند ودافون راه‌اندازی کرد. در سال‌های اولیه، ودافون از دکل‌های رقبای اصلی خود، وستل (مجاری: Westel، که اکنون تلکام نام دارد) و Pannon GSM (که اکنون یتل نام دارد) استفاده می‌کرد، در حالی که شبکه خودشان فقط در بوداپست و سایر شهرهای اصلی در دسترس بود. در پایان سال ۲۰۰۲، ۹۰٪ از کشور تحت پوشش قرار دادند.
در ۳۰ ژانویه ۲۰۰۳، این شرکت سرویس Vodafone live! را راه‌اندازی کرد و در همان سال، تعداد مشتریان ودافون به بیش از ۱ میلیون نفر رسید.
در دسامبر ۲۰۰۴، ودافون سومین مجوز ۳جی را تحت مناقصه سامانه جهانی مخابرات سیار سال ۲۰۰۴ از NHH خریداری کرد.
در سال ۲۰۰۵، ودافون سرویس Vodafone Passport را راه‌اندازی کرد که در آن زمان در ۱۷ کشور در دسترس بود. در ۱۶ دسامبر ۲۰۰۵، آنها سومین شبکه ۳جی کشور را راه‌اندازی کردند که فقط در مناطق داخلی بوداپست در دسترس بود.
در نوامبر ۲۰۰۶، این شرکت جایگزین جدیدی برای کاربران تلفن ثابت ارائه داد. سرویس Vodafone Otthon (ت.ت. 'خانهٔ ودافون') به مشتریان این امکان را می‌دهد که مزایای ارتباطات تلفن ثابت و همراه را با یک گوشی تکی ترکیب کنند.
در سال ۲۰۰۸، ودافون به عنوان تأمین‌کننده زیرساخت سامانه جهانی مخابرات سیار خود به هواوی روی آورد. در همان سال، این شرکت پیامک یا دقیقه مکالمه رایگان درون شبکه را برای همه مشتریان پیش‌پرداخت ارائه داد، مشروط بر اینکه مانده حساب خود را ۳۰۰۰ فورینت یا بیشتر شارژ کنند.
ودافون مجارستان، به همراه پست مجارستان و لاین ۲۱، اولین اپراتور مجازی موبایل را که تحت برند پشتافون (مجاری: Postafon) در مجارستان فعالیت می‌کرد، در سال ۲۰۰۹ راه‌اندازی کردند. این اپراتور همچنین در همان زمان در بوداپست در حال آزمایش فناوری ال‌تی‌ای بود. ودافون طرح پس‌پرداخت ودافون پلاس را نیز معرفی کرد که خدمات صوتی و متنی نامحدود را برای اولین بار در بازار مجارستان ارائه می‌داد.
در سال ۲۰۱۱، ودافون نوسازی زیرساخت شبکهٔ خود را اعلام کرد.
در سال ۲۰۱۲، ودافون از یک سرمایه‌گذاری مشترک ۵۰ درصدی با تسکو برای راه‌اندازی تسکو موبایل خبر داد. این همکاری اولین همکاری رسمی بین این دو شرکت در جهان بود. در دسامبر همان سال، ودافون خدمات ۳جی را در خطوط ام۲ و ام۳ متروی بوداپست راه‌اندازی کرد.
فرایند نوسازی شبکه در مارس ۲۰۱۲ تکمیل شد. از ژوئیه ۲۰۱۲، کل شبکه از ال‌تی‌ای پشتیبانی می‌کند. ودافون طرح‌های RED خود را با هدف قراردادن کاربران گوشی‌های هوشمند که تماس و پیامک نامحدود می‌خواهند، در اکتبر ۲۰۱۲ راه‌اندازی کرد. اولین اپراتوری بود که تعرفه‌های نرخ ثابت را در بازار ارائه داد.
در سال ۲۰۱۸، ودافون از خرید یوپی‌سی مجارستان خبر داد. این خرید در اوت ۲۰۱۹ نهایی شد. در آوریل ۲۰۲۰، برند یوپی‌سی به‌طور کامل از رده خارج شد و تمام خدمات به ودافون مجارستان تغییر نام دادند.
در ۳۱ ژانویه ۲۰۲۳، آنتنا هونگاریا (مجاری: Antenna Hungária؛ از شرکت‌های تابعه 4iG، شرکت فناوری اطلاعات مستقر در بوداپست) و شرکت سرمایه‌گذاری بین‌المللی کورنیووش (مجاری: Corvinus Nemzetközi Befektési Zrt.؛ یک شرکت سرمایه‌گذاری متعلق به دولت مجارستان) ودافون مجارستان را خریداری کردند و این شرکت‌ها به ترتیب ۵۱٪ و ۴۹٪ از سهام را در اختیار داشتند.
در ۱ ژانویه ۲۰۲۵، این شرکت به خواست مالکان جدید، نام خود را به وان (One) تغییر داد.

### یوپی‌سی مجارستان

اولین لوگوی یوپی‌سی مجارستان از سال ۱۹۹۷ تا ۲۰۰۷

یوپی‌سی مجارستان (مجاری: UPC Magyarország) شرکت مخابراتی اروپایی زیرمجموعهٔ لیبرتی گلوبال در کشور مجارستان بود. یوپی‌سی مجارستان بزرگ‌ترین اپراتور تلویزیون کابلی در این کشور به‌شمار می‌رفت. این شرکت خدمات تلویزیون کابلی دیجیتال و آنالوگ، اینترنت پهن‌باند و تلفن سنتی (مدار سوئیچ‌شده) و تلفن دیجیتال (VoIP) را تا پایان ۳۱ دسامبر ۲۰۱۴ به حدود دو میلیون مشترک ارائه می‌داد.
یوپی‌سی مجارستان در ۲۲ شهر و منطقهٔ بزرگ مجارستان و پیرامون آن‌ها، از جمله بوداپست (پایتخت)، دبرتسن، میشکولتس، پچ و سگد فعالیت داشت. درآمد این شرکت در سال ۲۰۱۷ معادل ۳۱۰٫۲ میلیون دلار آمریکا بود.
در ماه مه ۲۰۱۸، ودافون اعلام کرد که این شرکت را خریداری خواهد کرد. این شرکت با ودافون مجارستان ادغام شد و برند یوپی‌سی در آوریل ۲۰۲۰ بازنشسته شد.

## حمایت مالی
در اکتبر ۲۰۰۷، ودافون قرارداد حمایت مالی با انجمن واترپلو مجارستان و تاماش کاشاش امضا کرد. ودافون مجارستان با تمدید قرارداد حمایت مالی به مدت چهار سال دیگر در سال ۲۰۰۹، به حامی اصلی این انجمن تبدیل شد
گروه ودافون در سال ۲۰۱۳ حامی اصلی تیم فرمول یک مک‌لارن مرسدس بود. ودافون اولین فروشگاه ودافون مک‌لارن مرسدس در اروپا را در بوداپست در سال ۲۰۱۰ افتتاح کرد. در آن سال، ودافون همچنین امکان نمایش لوگوی پیک سگد (مجاری: Pick Szeged؛ یک شرکت مجارستانی که انواع محصولات گوشتی، به ویژه سالامی زمستانی، تولید می‌کند) را در طول گرند پری مجارستان ۲۰۱۰ بر روی خودروهای فرمول ۱ مک‌لارن فراهم کرد. در ۱ مه ۲۰۱۲، ودافون فرمول یک را به خیابان‌های بوداپست آورد. جنسن باتن به عنوان بخشی از آخر هفتهٔ «بازی خود را ارتقا دهید» ودافون مجارستان، با سرعت ۱۷۲ مایل در ساعت در یک خیابان مرکز شهر بوداپست رانندگی کرد.
از سال ۲۰۱۰ تا ۲۰۱۱، ودافون مجارستان حامی اصلی جشنواره سیگت، یکی از بزرگ‌ترین جشنواره‌های موسیقی و فرهنگی در اروپا که در جزیرهٔ اُبودا برگزار می‌شود، بود.
از سال ۲۰۲۱ تا ۲۰۲۲، ودافون حامی اصلی لیگ کنفرانس اروپا یوفا بود.

## نقد
در ژوئیه ۲۰۰۲، ودافون از ارائه اینترنت جی‌پی‌آراس با نرخ ثابت خبر داد که دسترسی نامحدود به اینترنت را برای مشتریان خود فراهم می‌کرد. در سال ۲۰۰۳، ودافون شرایط و ضوابط سرویس را تغییر داد و محدودیت‌های ترافیکی اعمال کرد که باعث شد بسیاری از مشتریان به نهادهای نظارتی شکایت کنند.
در سال ۲۰۰۷، این شرکت از یک سرویس اینترنت نامحدود با نرخ ثابت جدید در شبکه HSDPA خبر داد. شرایط و ضوابط بعداً تغییر کرد و ودافون محدودیت‌های پهنای باند ترافیک بالای ۵ گیگابایت ماهانه را معرفی کرد. نهاد ناظر بر رقابت در مجارستان (GVH) این شرکت را جریمه کرد.
در سال ۲۰۱۰، GVH ودافون و تی-موبایل را جریمه کرد. هر دو شرکت بدون ارائه مدرک مستدل ادعا می‌کردند که «سریع‌ترین شبکهٔ داده تلفن همراه» را در کشور دارند.

## وان‌تی‌وی

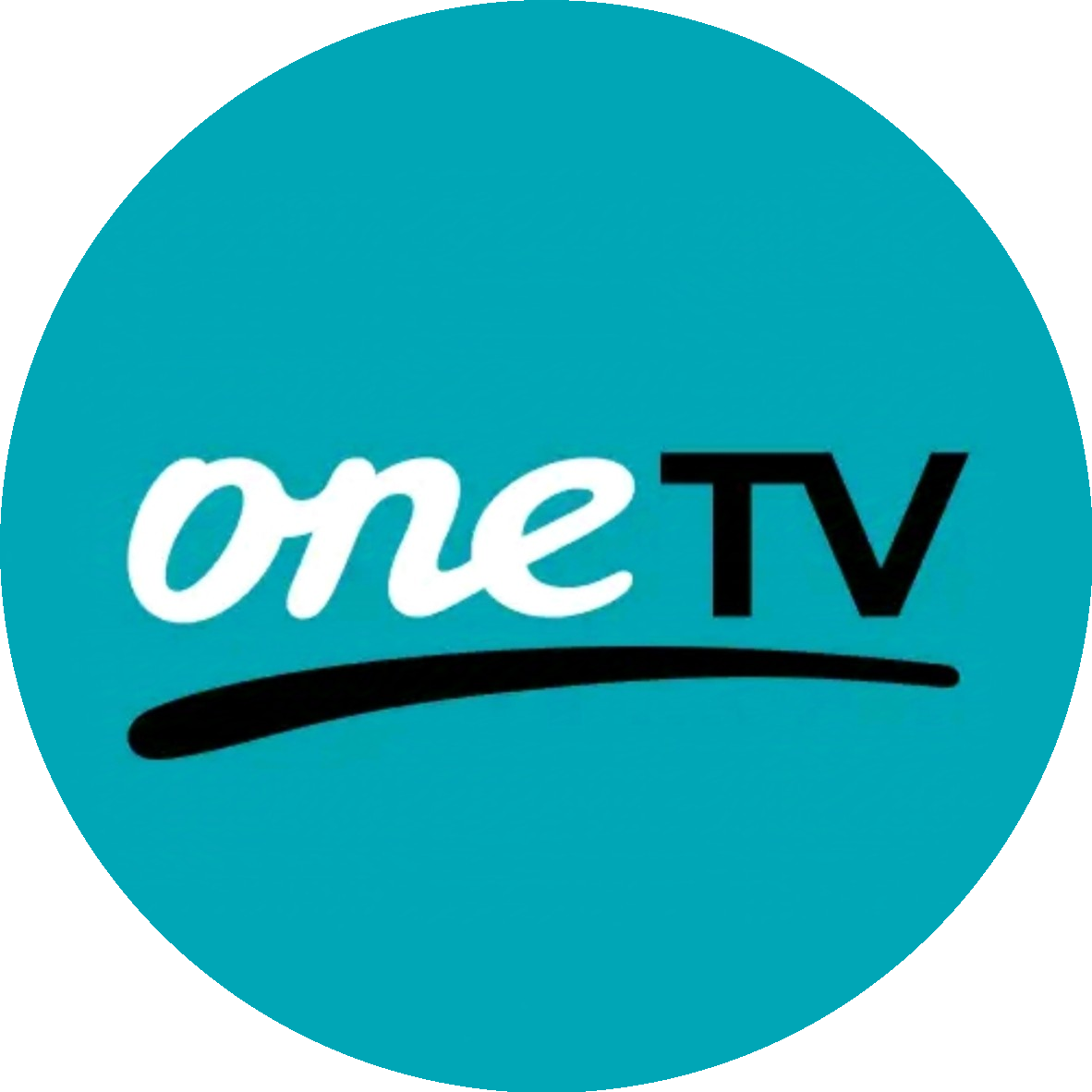
لوگوی وان‌تی‌وی

وان‌تی‌وی (مجاری: OneTV) یک پلتفرم تلویزیونی است که در پاییز ۲۰۲۴ راه‌اندازی شد و کانال‌های خطی، محتوای درخواستی و سرویس‌های پخش آنلاین را در یک رابط واحد ادغام می‌کند. هدف این پلتفرم، ادغام دسترسی به کانال‌های تلویزیونی سنتی، با امکان تماشای برنامه‌های پخش‌شده قبلی و سرویس‌های پخش آنلاین و جاری است.
وان‌تی‌وی به کاربران اجازه می‌دهد تا در سرویس‌هایی مانند یوتیوب، نتفلیکس، اسپاتیفای، دیزنی‌پلاس و اچ‌بی‌او مکس مشترک شوند.
این پلتفرم در دستگاه‌های مختلف از جمله تلفن‌های هوشمند، تبلت‌ها و تلویزیون‌های هوشمند موجود است.